# Лассила
Ла́ссила (фин. Lassila, швед. Lassas) — микрорайон Хельсинки, расположен в западном округе.
По данным на 31 декабря 2012 года:
- территория — 104 га;
- население — 4418 чел.;
- плотность населения — 4248.08 чел./км²;
- землеобеспеченность с учётом внутренних вод — 235.4 м²/чел.

## Фотогалерея

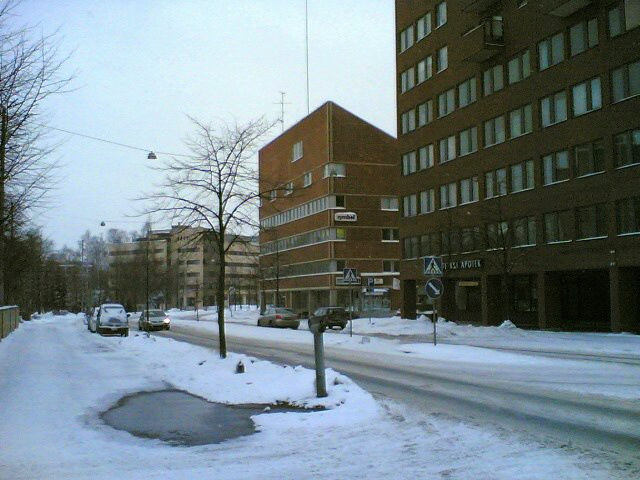
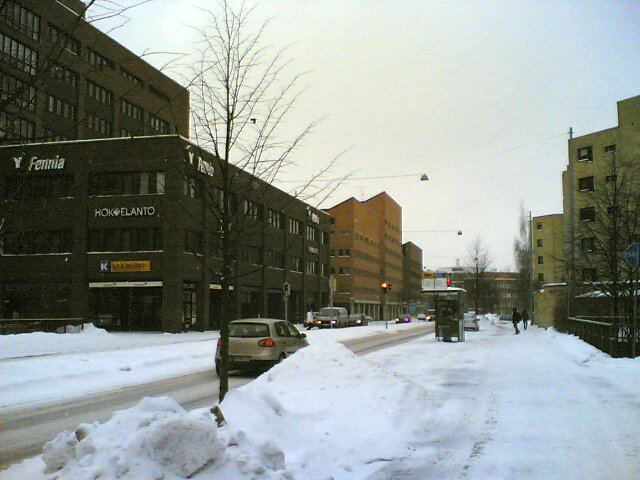
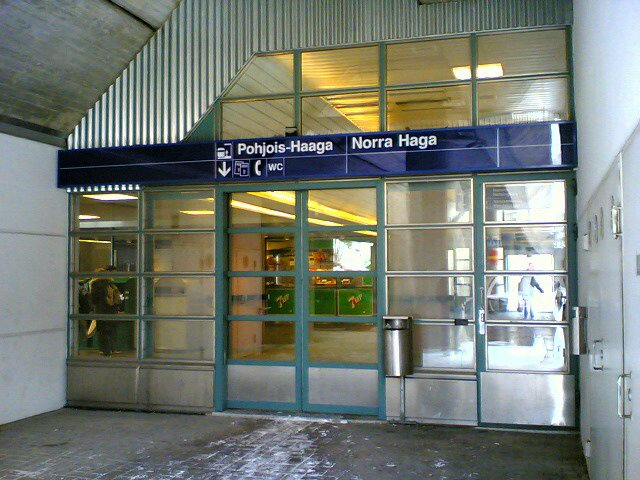
Железнодорожная станция Северная Хаага
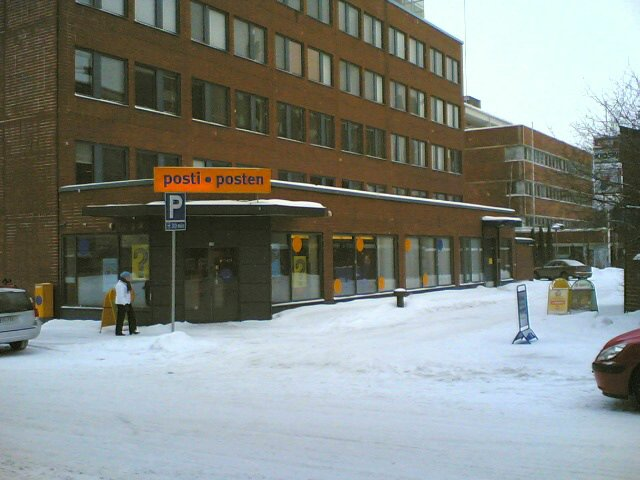
Почта в Лассила